# Gran Premio motociclistico dell'Ulster
Il Gran Premio motociclistico dell'Ulster è una gara motociclistica, che si svolge sul circuito di Dundrod, nei dintorni di Belfast, nell'Ulster. Tra il 1949 e il 1971 è stato valido per il motomondiale.

## Storia

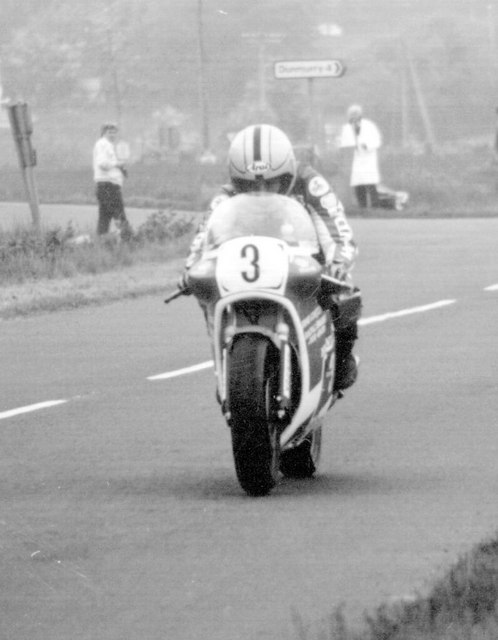
Joey Dunlop in azione nel 1982, anno in cui fu secondo in TT-F1.

Nato nel 1922 per iniziativa di Thomas Moles, uomo politico, giornalista e appassionato motociclista, il GP dell'Ulster si svolse per la prima volta il 14 ottobre di quell'anno su un circuito stradale a Clady (nella Contea di Antrim) lungo 33 chilometri e caratterizzato da un rettilineo di 11 km. A quella prima edizione parteciparono 75 piloti, suddivisi in quattro classi (classe 250, 350, 600 e oltre 600): il vincitore assoluto della prova fu Hubert Hassall su Norton.
Nel 1935, 1938 e 1939 il GP dell'Ulster fu valido per il Campionato d'Europa (nel 1935 come prova unica): da ricordare, nel 1939, la vittoria di Dorino Serafini con la Gilera Rondine sovralimentata.
La gara riprese (dopo l'interruzione della Seconda guerra mondiale) nel 1947, sempre a Clady, ma in una versione ridotta del circuito (da 26,5 km) per via della costruzione di una base della RAF nella zona occidentale del tracciato: venne comunque mantenuto il lunghissimo rettilineo che lo caratterizzava. Nel 1948 fu di nuovo valido come Campionato Europeo in prova unica (la gara della 500 vide la vittoria di Enrico Lorenzetti su Moto Guzzi) e dalla stagione seguente venne incluso nel Motomondiale.
Dal 1953 la gara si spostò a Dundrod, a causa della pericolosità del circuito di Clady (nel 1951 erano morti durante alcune prove Sante Geminiani e Gianni Leoni). Su questo circuito, lungo circa 12 km, il Motomondiale correrà sino al 1971.
Nel 1972 la gara non venne disputata a seguito dei fatti del Bloody Sunday e venne esclusa dal Mondiale. Ripresa a livello nazionale dal 1973, tra il 1979 e il 1990 fu una delle gare del Campionato mondiale Formula TT e ancor oggi si disputa nel mese di agosto, con i festeggiamenti per il 90º anniversario organizzati per l'edizione 2012.
Il pilota più vincente al GP dell'Ulster è Joey Dunlop, vincitore in 24 occasioni; dietro di lui in questa classifica figurano Philip McCallen (14 vittorie) e Brian Reid (9).

## Risultati del Gran Premio (edizioni valide per il Motomondiale)
| Stagione | classe 125                  | classe 250                    | classe 350                   | classe 500                   | Sidecar                 | Resoconto |
| -------- | --------------------------- | ----------------------------- | ---------------------------- | ---------------------------- | ----------------------- | --------- |
| 1949     | -                           | Maurice Cann (Moto Guzzi)     | Freddie Frith (Velocette)    | Les Graham (AJS)             | -                       | Resoconto |
| 1950     | Carlo Ubbiali (Mondial)     | Maurice Cann (Moto Guzzi)     | Bob Foster (Velocette)       | Geoff Duke (Norton)          | -                       | Resoconto |
| 1951     | Cromie McCandless (Mondial) | Bruno Ruffo (Moto Guzzi)      | Geoff Duke (Norton)          | Geoff Duke (Norton)          | -                       | Resoconto |
| 1952     | Cecil Sandford (MV Agusta)  | Maurice Cann (Moto Guzzi)     | Ken Kavanagh (Norton)        | Cromie McCandless (Gilera)   | -                       | Resoconto |
| 1953     | Werner Haas (NSU)           | Reg Armstrong (NSU)           | Ken Mudford (Norton)         | Ken Kavanagh (Norton)        | Smith-Clements (Norton) | Resoconto |
| 1954     | Rupert Hollaus (NSU)        | Werner Haas (NSU)             | Ray Amm (Norton)             | Ray Amm (Norton)             | Oliver-Nutt (Norton)    | Resoconto |
| 1955     | -                           | John Surtees (NSU)            | Bill Lomas (Moto Guzzi)      | Bill Lomas (Moto Guzzi)      | -                       | Resoconto |
| 1956     | Carlo Ubbiali (MV Agusta)   | Luigi Taveri (MV Agusta)      | Bill Lomas (Moto Guzzi)      | John Hartle (Norton)         | Noll-Cron (BMW)         | Resoconto |
| 1957     | Luigi Taveri (MV Agusta)    | Cecil Sandford (Mondial)      | Keith Campbell (Moto Guzzi)  | Libero Liberati (Gilera)     | -                       | Resoconto |
| 1958     | Carlo Ubbiali (MV Agusta)   | Tarquinio Provini (MV Agusta) | John Surtees (MV Agusta)     | John Surtees (MV Agusta)     | -                       | Resoconto |
| 1959     | Mike Hailwood (Ducati)      | Gary Hocking (MZ)             | John Surtees (MV Agusta)     | John Surtees (MV Agusta)     | -                       | Resoconto |
| 1960     | Carlo Ubbiali (MV Agusta)   | Carlo Ubbiali (MV Agusta)     | John Surtees (MV Agusta)     | John Hartle (MV Agusta)      | -                       | Resoconto |
| 1961     | Kunimitsu Takahashi (Honda) | Bob McIntyre (Honda)          | Gary Hocking (MV Agusta)     | Gary Hocking (MV Agusta)     | -                       | Resoconto |
| 1962     | Luigi Taveri (Honda)        | Tommy Robb (Honda)            | Jim Redman (Honda)           | Mike Hailwood (MV Agusta)    | -                       | Resoconto |
| 1963     | Hugh Anderson (Suzuki)      | Jim Redman (Honda)            | Jim Redman (Honda)           | Mike Hailwood (MV Agusta)    | -                       | Resoconto |
| 1964     | Hugh Anderson (Suzuki)      | Phil Read (Yamaha)            | Jim Redman (Honda)           | Phil Read (Norton)           | -                       | Resoconto |
| 1965     | Ernst Degner (Suzuki)       | Phil Read (Yamaha)            | František Šťastný (Jawa)     | Dick Creith (Norton)         | -                       | Resoconto |
| 1966     | Luigi Taveri (Honda)        | Ginger Molloy (Bultaco)       | Mike Hailwood (Honda)        | Mike Hailwood (Honda)        | -                       | Resoconto |
| 1967     | Bill Ivy (Yamaha)           | Mike Hailwood (Honda)         | Giacomo Agostini (MV Agusta) | Mike Hailwood (Honda)        | -                       | Resoconto |
| 1968     | Bill Ivy (Yamaha)           | Bill Ivy (Yamaha)             | Giacomo Agostini (MV Agusta) | Giacomo Agostini (MV Agusta) | -                       | Resoconto |
| Stagione | classe 50                   | classe 250                    | classe 350                   | classe 500                   | Sidecar                 | Resoconto |
| 1969     | Ángel Nieto (Derbi)         | Kel Carruthers (Benelli)      | Giacomo Agostini (MV Agusta) | Giacomo Agostini (MV Agusta) | Enders-Engelhardt (BMW) | Resoconto |
| 1970     | Ángel Nieto (Derbi)         | Kel Carruthers (Yamaha)       | Giacomo Agostini (MV Agusta) | Giacomo Agostini (MV Agusta) | Enders-Engelhardt (BMW) | Resoconto |
| 1971     | -                           | Ray McCullough (Yamaha)       | Peter Williams (MZ)          | Jack Findlay (Suzuki)        | Enders-Rutterford (URS) | Resoconto |